# Xu Shaoshi

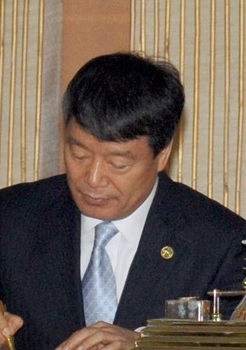
Xu Shaoshi

Xu Shaoshi (chinesisch 徐绍史; * Oktober 1951 in Ningbo, Provinz Zhejiang) ist ein Politiker der Kommunistischen Partei Chinas (KPCh) in der Volksrepublik China, der unter anderem von 2007 bis 2013 Minister für Bodenressourcen sowie zwischen 2013 und 2017 im Ministerrang Vorsitzender der Staatlichen Kommission für Entwicklung und Reform war.

## Leben
Xu Shaoshi, der zur Volksgruppe der Han gehört, begann seine berufliche Laufbahn 1969 und nahm als Angehörigen der Jungen Garde von 1969 bis 1971 in Wangqing in der Provinz Jilin an der Kulturrevolution teil. 1974 wurde er Mitglied der Kommunistischen Partei Chinas (KPCh) und absolvierte zwischen 1977 und 1980 ein Studium an der Fakultät für Geowissenschaften der Jilin-Universität, Im Anschluss war er zwischen 1980 und 1986 als Mitarbeiter im Politischen Büro des Ministeriums für Geologie und mineralische Ressourcen tätig, dem heutigen Ministerium für natürliche Ressourcen der Volksrepublik China. Er war in diesem Ministerium von 1986 bis 1988 Direktor des Ministerbüros sowie im Anschluss von 1988 bis 1993 stellvertretender Direktor der Zentralabteilung des Ministeriums für Bodenressourcen. Zugleich fungierte er zwischen 1991 und 1993 auch als stellvertretender Direktor des Bergbauamtes der Provinz Guandong sowie von 1992 bis 1993 als Direktor des Amtes für Metallurgie und Geologie der Provinz Guandong.
Im Anschluss fungierte Xu Shaoshi 1993 für kurze Zeit als Direktor der Zentralabteilung des Ministeriums für Bodenressourcen. Danach absolvierte er zwischen 1993 und 1996 sowohl ein postgraduales Studium an der Nankai-Universität als auch ein Studium an der Zentralen Parteihochschule der Kommunistischen Partei Chinas. Nach Abschluss der Studien war er von 1996 bis 2000 Direktor des Sekretariats des Generalbüros des Staatsrates sowie daraufhin zwischen 2000 und 2007 stellvertretender Generalsekretär des Staatsrates. Als Nachfolger von Sun Wensheng wurde er im April 2007 schließlich Minister für Bodenressourcen und bekleidete dieses Ministeramt bis März 2013, woraufhin Jiang Daming seine Nachfolge antrat. Als Minister für Bodenressourcen war er auch für Landwirtschaft zuständig. In Personalunion war er zwischen April 2007 und März 2016 auch Sekretär der Parteiführungsgruppe der KPCh dieses Ministeriums. Auf dem XVII. Parteitag 2007 wurde er Mitglied des Zentralkomitee der Kommunistischen Partei Chinas (ZK der KPCh) und gehörte diesem Gremium bis 2017 an. Im Zuge der 2007 begonnenen Weltfinanzkrise und Großen Rezession fürchtete er im August 2010, im dritten Quartal könne der Immobilienmarkt eine „volle Korrektur“ erleben – auch wenn die anders aussehen würde, als es die USA in den vergangenen Jahren erlebt haben.
Im März 2013 löste Xu Shaoshi Zhang Ping im Ministerrang als Vorsitzender der Staatlichen Kommission für Entwicklung und Reform ab und bekleidete diese Funktion im Staatsrat der Volksrepublik China bis Februar 2017. Er gehörte damit zu den maßgeblich führenden Wirtschaftspolitikern Chinas. Bereits im März 2013 gehörte er zur Delegation beim Besuch der Bundesrepublik Deutschland von Ministerpräsident Li Keqiang. Der Ministerpräsident reiste in Begleitung eines wichtigen Teils von dessen Regierungsmannschaft an: Außenminister Wang Yi traf seinen Amtskollegen Guido Westerwelle (FDP), Handelsminister Gao Hucheng und Xu Shaoshi als Chef der mächtigen Entwicklungs- und Reformkommission (NDRC), wurde von Wirtschaftsminister Philipp Rösler (FDP) empfangen.
Am 13. Oktober 2014 unterzeichnete er in Moskau zusammen mit den Direktoren der Russischen Eisenbahnen RŽD Wladimir Jakunin und China Railways Sheng Guangzu sowie dem Verkehrsminister Russlands Maxim Sokolow ein Memorandum zum kompletten Ausbau der Verbindung Moskau–Peking als Schnellfahrstrecke. Die Kommission für Entwicklung und Reform hatte für die Kommunistische Partei im Oktober 2015 den Plan für die kommenden fünf Jahre ausgearbeitet. In dieser Zeit sei es die wichtigste Aufgabe, Einkommensungleichheiten in den Griff zu bekommen, sagte Xu Shaoshi als Direktor der Kommission. Die Regierung will die Wirtschaft stärker auf die Binnenkonjunktur ausrichten und den privaten Konsum ankurbeln. Seit 2017 ist er Mitglied der Zentralen Lenkungsgruppen des ZK der KPCh für Internetsicherheit und Informationisierung sowie für Finanzen und Wirtschaft. Als Direktor der Staatlichen Kommission für Entwicklung und Reform zeigte er sich noch im Januar 2017 mit der chinesischen Konjunktur zufrieden, die „gute Dynamik“ habe sich mit einem stabilen Start ins neue Jahr weiter fortgesetzt. Gleichwohl wurde er im Februar 2017 von He Lifeng abgelöst.